# Paleoneurobiologia
O termo Paleoneurobiologia abrange o ramo do conhecimento preocupado com o estudo da neurobiologia de humanos e animais antigos. Ela estuda a evolução do cérebro pela análise de moldes da parte interna de crânios para determinar características e volumes endocranianos. Paleoneurobiologia  é considerada uma subdivisão da neurociência, combina técnicas de outros campos de estudo, incluindo paleontologia e arqueologia. O crânio é único porque cresce em resposta ao crescimento do tecido cerebral, e não à orientação genética, como é o caso dos ossos que sustentam o movimento. Crânios fósseis e seus moldes da parte interna podem ser comparados entre si, com crânios e fósseis de indivíduos recentemente falecidos, e até mesmo comparados com os de outras espécies para fazer inferências sobre anatomia funcional, fisiologia e filogenia.
A paleoneurobiologia hominídea refere-se especificamente ao estudo da evolução do cérebro, examinando diretamente o registro fóssil de humanos e seus parentes hominídeos mais próximos (definidos como espécies mais relacionadas aos humanos do que aos chimpanzés). Paleoneurobiólogos analisam endocasts que reproduzem detalhes da morfologia externa de cérebros que foram impressos nas superfícies internas de crânios.